# Амадеиты

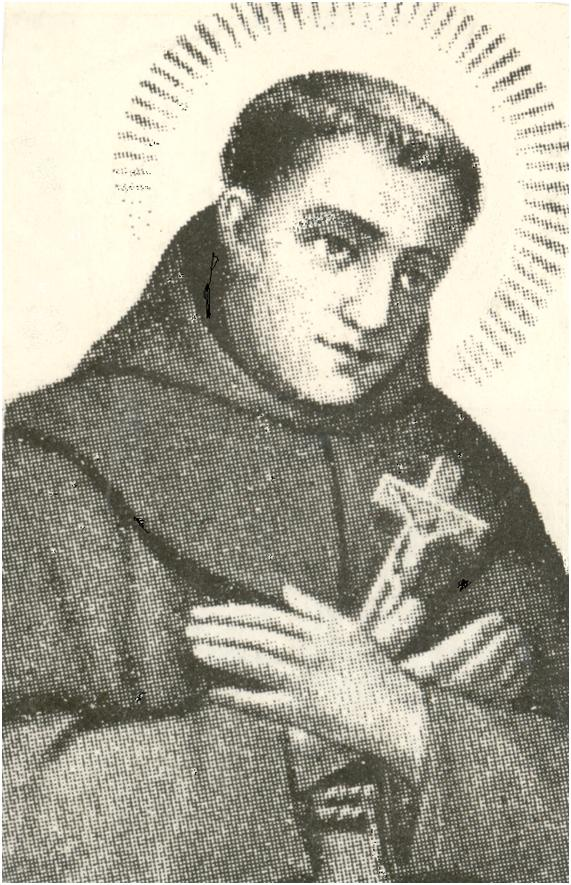
Амадей Португальский, основатель амадеитов

Амадеиты (от итал. Amadeiti) — обобщённое название членов одного из реформированных направлений францисканского монашеского ордена, название которого произошло от имени его основателя Амадея Португальского. В истории францисканского ордена это направление францисканцев просуществовало с 1464 по 1568 годы.

## История
Реформированное направление францисканского ордена амадеитов было основано в 1464 году Амадеем Португальским, который, обратившись к генералу францисканского ордена, получил от него разрешение образовать новую францисканскую общину. Первый монастырь реформированных францисканцев был основан в Кастеллеоне. Амадей Португальский стремился вернуться к более строгой и аскетичной жизни монахов. Реформа Амадея Португальского распространилась и на другие францисканские монастыри, что привело к протестам обычных францисканцев, опасавшихся дальнейшего разделения ордена. 22 мая 1470 года папа Павел II выпустил буллу Inter caetera desiderabilia, которой утвердил деятельность амадеитов. Его преемник папа Сикст IV разрешил амадеитов буллой Pastoris aeterni от 24 марта 1472 года принимать в свои монастыри францисканцев, желающих следовать идеям Амадея Португальского. Сикст IV назначил Амадея Португальского своим секретарём и исповедником. В 1472 году Амадей Португальский переехал в Рим, где он основал новый монастырь амадеитов.
29 мая 1517 года папа Лев X, выпустив буллу Ite et vos, присоединил амадеитов к другому реформированному направлению францисканцев-обсервантов. Находясь среди обсервантов, амадеиты некоторое время имели определённую независимость до 23 января 1568 года, когда папа Пий V издал буллу Beati Christi salvatoris, которой предоставил обсервантам полное попечение над амадеитами.

## Источник
- Guerrino Pelliccia e Giancarlo Rocca (curr.), Dizionario degli Istituti di Perfezione (DIP), 10 voll., Edizioni paoline, Milano 1974—2003